# Federwürmer

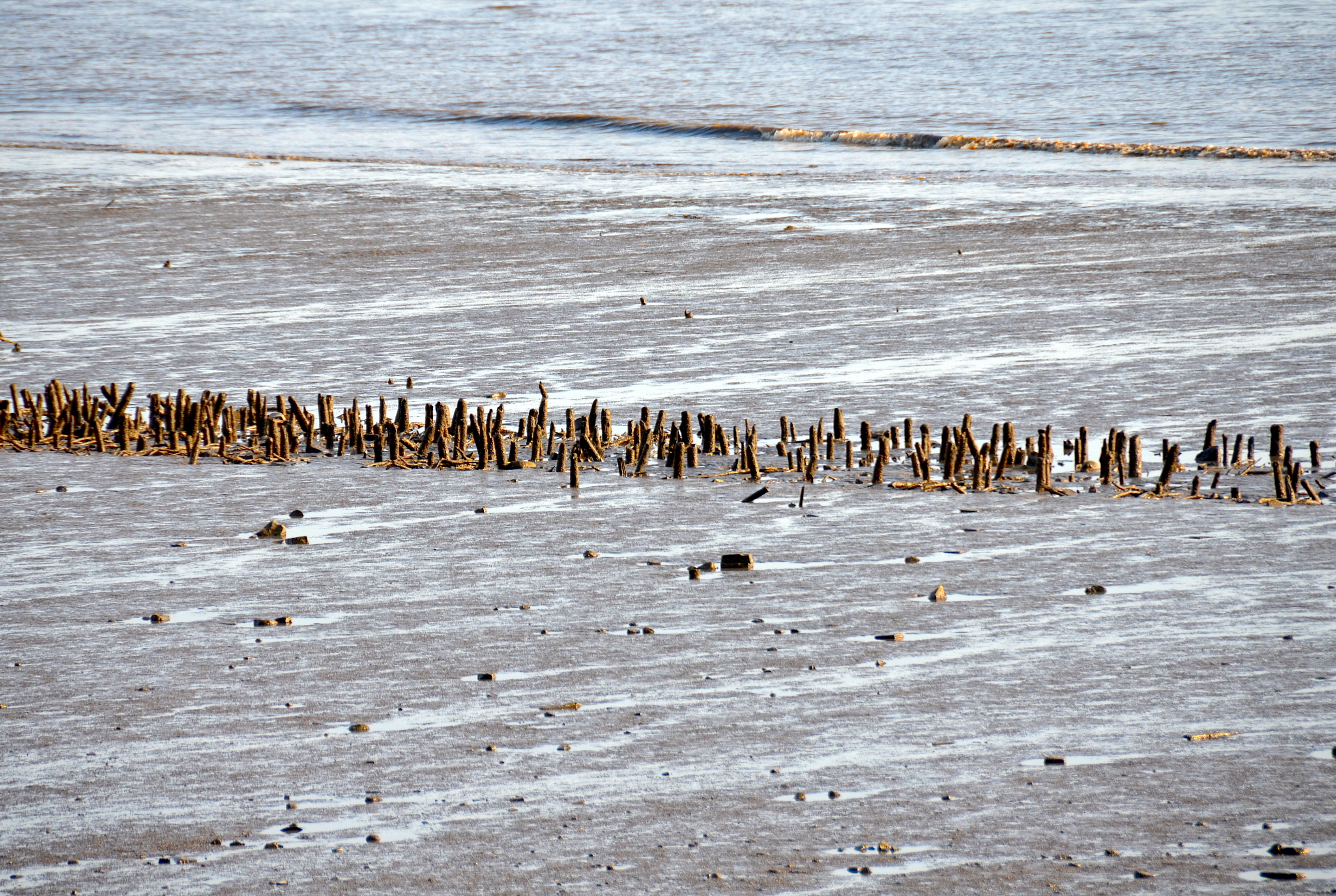
Federwurm-Röhren bei Bremerhaven

Die Federwürmer (Sabellidae), auch Fächerwürmer oder Lederröhrenwürmer genannt, sind marine Ringelwürmer, die sessil in Röhren leben. Die weichen, biegsamen Röhren sind aus organischem Material, oft aus Polysacchariden, die selten mit harten Partikeln wie Sandkörnern verfestigt werden. Es gibt circa 34 Gattungen, die meist größer werden als die verwandten Kalkröhrenwürmer (Serpulidae). Im Gegensatz zu diesen haben die Federwürmer keinen Röhrenverschluss.

## Merkmale
Die Vielborster der Familie Sabellidae sind am deutlichsten daran zu erkennen, dass sie sowohl eine Tentakelkrone als auch eine Röhre aus Schleim und Sediment besitzen, worin sie sich von den Serpulidae unterscheiden. Genauso wie diese haben sie eine deutliche Unterteilung in die Körperregionen Thorax und Abdomen, was an der umgekehrten Stellung der Borsten und einer Fäkalrinne deutlich wird. Ebenso haben sie gleich den Serpulidae in ihren Segmenten auch ein Paar vorderer Nephridien mit einem einzelnen Ausgang zur Ausscheidung. Sämtliche Federwürmer haben um ihren Darmkanal einen Blutsinus, der durch nach Segmenten angeordnete Ringgefäße mit dem Bauchgefäß verbunden ist. Die weitere Ausgestaltung des geschlossenen Blutgefäßsystems variiert. Die Tentakelkrone macht einen großen Teil der Atemleistung aus. Der Name ‚Federwürmer‘ leitet sich von der federartigen Organisation der Tentakelkrone besonders bei größeren Arten ab. Der kleinste bekannte Federwurm ist Fabriciola minuta (jetzt gruppiert in eine separate Familie ‚Fabriciidae‘, s. u.) mit einer Länge von 0,85 mm, während die längste bekannte Art Eudystilia vancouveri bis zu 26 cm lang wird. Der Thorax hat meist 8 Segmente, doch sind es in der Gattung Pseudobranchiomma nur 4 und bei der australischen Art Amphiglena terebro 12. Die Anzahl der borstentragenden Segmente des Abdomens liegt zwischen 2 und 4 in der Unterfamilie Fabriciinae (bzw. Fabricinae, jetzt separate Familie ‚Fabriciidae‘, s. u.) und über 100 bei den größeren Arten der Familie. Der Körper endet in einem meist halbkreisförmigen postsegmentalen Pydigium (dem letzten, nicht segmentartigen Körperabschnitt bei Ringelwürmern), das ein Paar Augen tragen kann.

## Nahrungsaufnahme
Federwürmer leben von winzigen organischen Partikeln und Einzellern, die sie mit ihrer Tentakelkrone aus dem vorbeiströmenden Wasser filtern. Die Partikel werden nach Größe getrennt auf drei getrennten Wimperrinnen zum Maul transportiert. Die groben Teilchen werden von Palpen, die an der Oberlippe sitzen, weggestoßen. Die mittelgroßen Partikel dienen als Baumaterial und werden bis zur Verwendung in einem Paar tiefer Taschen an der Unterlippe gespeichert. Die kleinen Partikel, die überwiegend organisch sind und Mikroorganismen enthalten, werden gefressen.

## Riffbildung
An der Ostküste Floridas lebt der nur drei bis vier Zentimeter lange Phragmatopoma lapidosa in so gewaltigen Massen, dass ein 320 km langes, aber nur einen Meter hohes Riff entstanden ist. Seine Festigkeit erhält dieses Sabellarienriff dadurch, dass der Wurm in seine Röhren Sand einlagert und die alten, unten liegenden Röhren durch Kalkausfällungen verhärtet werden.

## Beispielarten
Zu den Federwürmern gehören unter anderen der im Atlantik und im Mittelmeer vorkommende Pfauenfederwurm (Sabella pavonina) und die im Mittelmeer heimische Schraubensabelle (Sabella spallanzanii).

## Innere Systematik

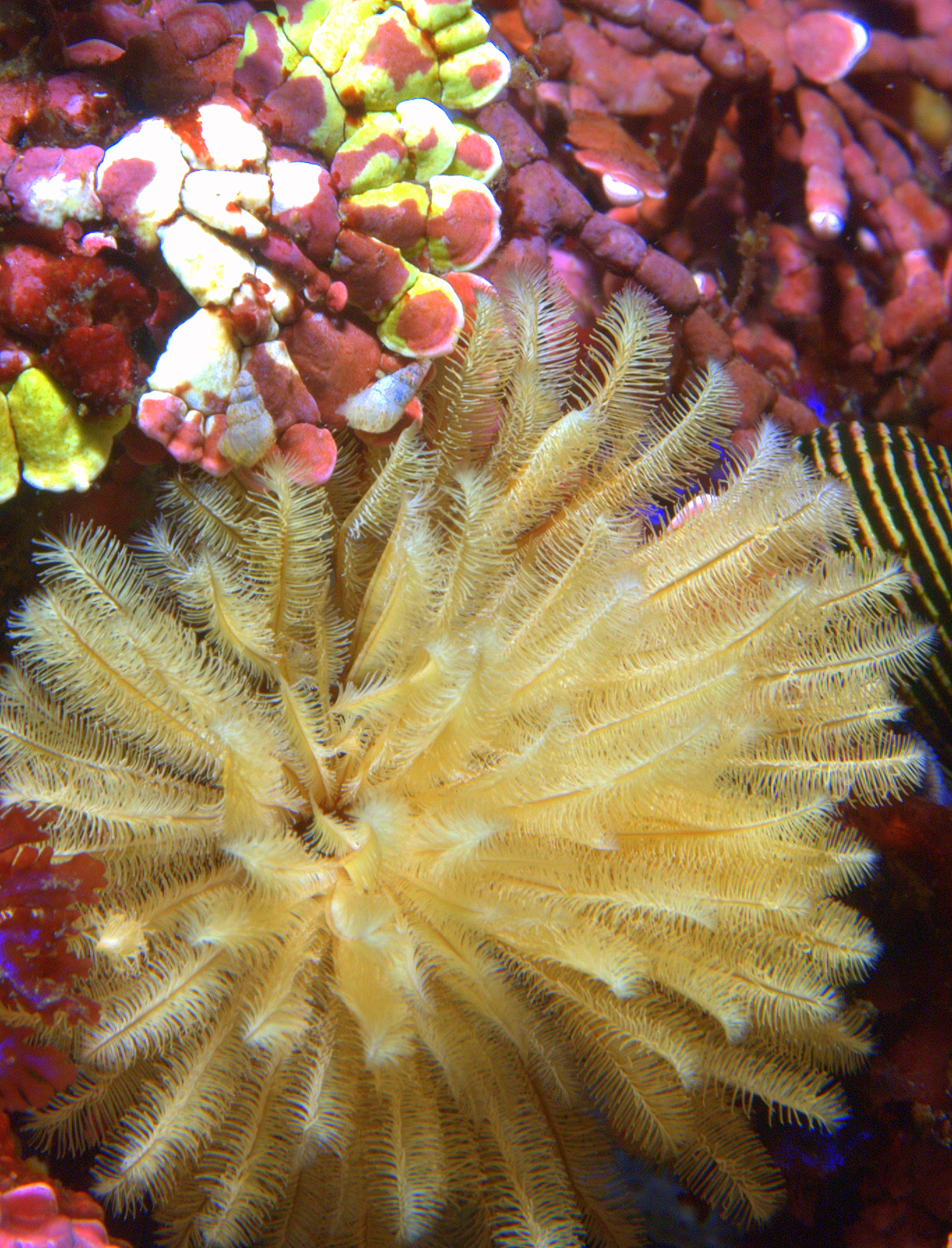
Ein Mitglied der Familie Sabellidae mit ausgebreiteten federförmigen Kiemen

Die Familie Sabellidae oder Federwürmer (englisch feather duster worms) umfasst die folgenden Gattungen:
- Acromegalomma Gil &  Nishi, 2017
- Amphicorina Claparède, 1864
- Amphiglena Claparède, 1864
- Anamobaea Krøyer, 1856
- Aracia Nogueira, Fitzhugh & Rossi, 2010
- Bispira Krøyer, 1856[3][4]
- Branchiomma Kölliker, 1858
- Chone Krøyer, 1856
- Claviramus Fitzhugh, 2002
- Clymeneis Rathke, 1843
- Desdemona Banse, 1957
- Dialychone Claparède, 1868
- Euchone Malmgren, 1866
- Eudistylia Bush, 1905
- Euratella Chamberlin, 1919
- Fabrisabella Hartman, 1969
- Glomerula Nielsen, 1931
- Hypsicomus Grube, 1870
- Jasmineira Langerhans, 1880
- Laonome Malmgren, 1866
- Megalomma
- Myxicola Koch in Renier, 1847
- Notaulax Tauber, 1879
- Panoumethus Fitzhugh, 2002
- Panousea Rullier & Amoureux, 1970
- Paradialychone Tovar-Hernández, 2008
- Parasabella Bush, 1905
- Perkinsiana Knight-Jones, 1983
- Potamethus Chamberlin, 1919
- Potamilla Malmgren, 1866
- Potaspina Hartman, 1969
- Pseudobranchiomma Jones, 1962
- Pseudopotamilla Bush, 1905
- Sabella Linnaeus, 1767
- Sabellastarte Krøyer, 1856
- Sabellomma Nogueira, Fitzhugh & Rossi, 2010
- Sabellonga Hartman, 1969
- Schizobranchia Bush, 1905
- Stylomma Knight-Jones, 1997
- Terebrasabella Fitzhugh & Rouse, 1999

Anstelle der Aufteilung der Familie in zwei Unterfamilien (Sabellinae Chamberlin, 1919 und Fabriciinae/Fabricinae Rioja, 1923) ist heute eine zweite Familie Fabriciidae Rioja, 1923 akzeptiert, in die u. a. die folgenden Gattungen verschoben wurden:
- Fabricia
- Fabriciola
- Haplobranchus
- Manayunkia
- Novafabricia
- Pseudofabricia
- Pseudofabriciola

Die frühere Gattung Oriopsis Caullery & Mesnil, 1896 wurde in die Gattung Amphicorina integriert.